# Georg Naue
Georg Naue est un skipper allemand.

## Carriere
Il est sacré champion olympique de voile en classe 1-2 tonneaux aux Jeux olympiques d'été de 1900 de Paris. Il y obtient également la médaille d'argent toutes catégories. Ces deux courses ont été effectuées sur le bateau Aschenbrodel.